# Chiesa di Nostra Signora del Carmine (Cagliari)
La chiesa di Nostra Signora del Carmine è una chiesa parrocchiale di Cagliari, ubicata in viale Trieste, nella parte bassa di Stampace, a poca distanza dalla piazza del Carmine. Il tempio è officiato dai padri carmelitani che dimorano nell'adiacente convento.

## Storia

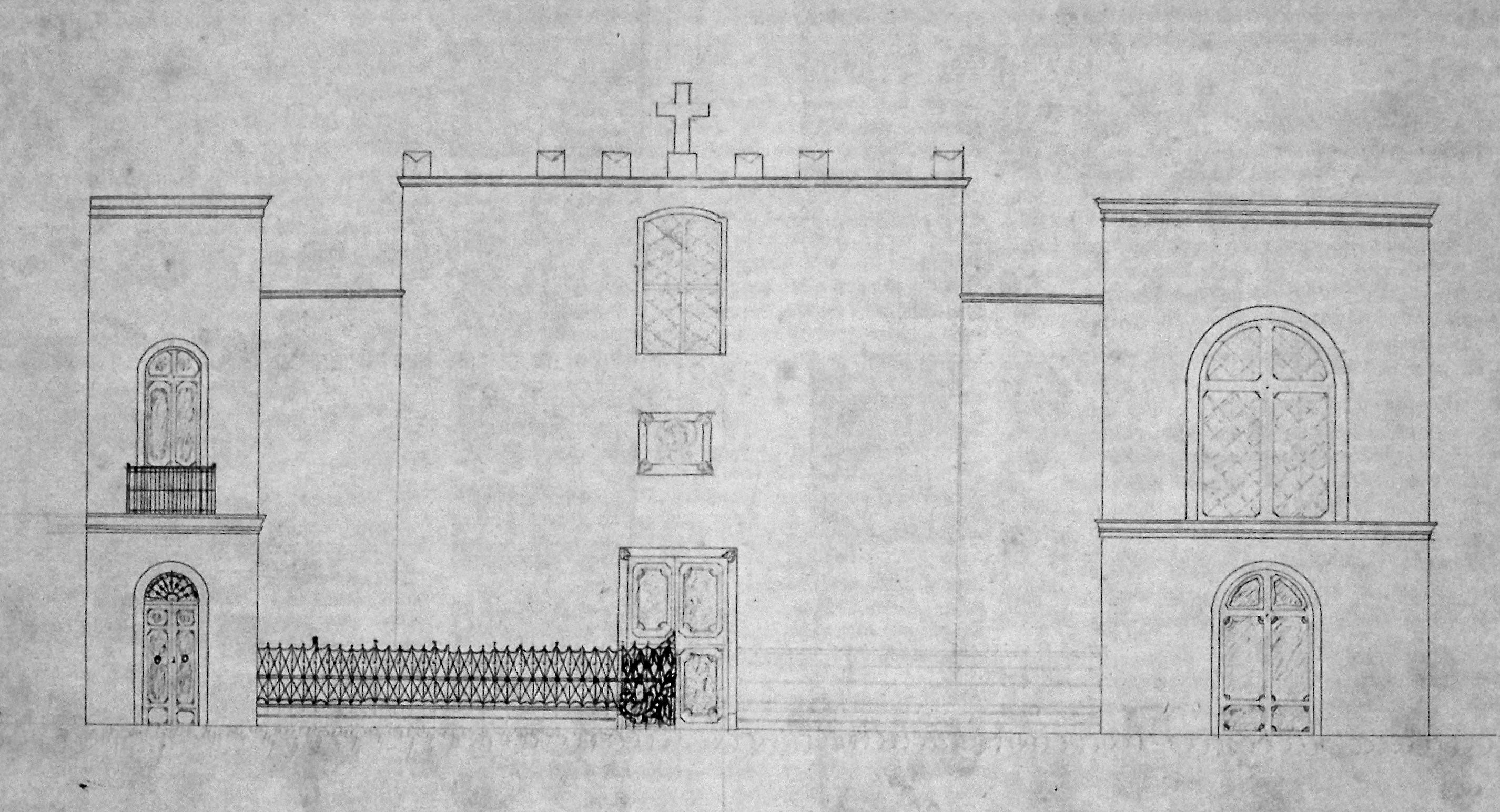
Disegno dell'antica chiesa del Carmine

L'attuale chiesa del Carmine venne eretta negli anni '50 del XX secolo, sopra i resti del cinquecentesco complesso dei carmelitani, distrutto dai bombardamenti del 1943. L'antica chiesa era un pregevole esempio di architettura gotico catalana e presentava al suo interno l'interessante cappella Ripoll, che costituiva una delle prime e poche costruzioni ispirate ai canoni rinascimentali a Cagliari. Alcuni frammenti lapidei della cappella vennero recuperati e sono oggi conservati nella nuova chiesa.

## Descrizione
Quest'ultima venne edificata in stile neoromanico. La severa facciata a salienti è ornata nella parte inferiore, caratterizzata dal paramento a fasce bicrome, da un portale strombato sormontato dalla statua della Vergine e da un oculo, mentre nella parte superiore, più essenziale, si aprono dieci monofore. Affianca l'edificio l'alto campanile a canna quadra, sormontato da una piramide con la statua bronzea della Madonna, opera di Franco d'Aspro, sull'apice. L'interno è a tre navate, divise da pilastri e arcate a tutto sesto. Le coperture sono lignee.
Alcune pareti dell'edificio sono ornate dai mosaici dell'artista Aligi Sassu, realizzati nel 1966, in cui sono rappresentati soggetti legati alla Madonna del Carmine e all'ordine carmelitano. Nella parete dell'abside, semicircolare, sono raffigurati il profeta Elia tra due angeli, l'Inferno e il Purgatorio. Alla base della medesima parete sono i ritratti dei pontefici che sostennero l'ordine carmelitano, mentre nel catino dell'abside è rappresentata la Madonna nell'atto di donare lo scapolare a san Simone Stock. Sopra l'arco absidale è il mosaico della Gloria di Cristo, con angeli e santi carmelitani. Altri mosaici, raffiguranti l'Addolorata, papa Pio XII e papa Paolo VI, sono collocati nelle navate laterali.